# Cremona (stad)
Cremona is een stad in Lombardije, Italië. Het is de hoofdstad van de gelijknamige provincie. Cremona telt ongeveer 72.000 inwoners (2016), die Cremonezen worden genoemd.
Cremona is gelegen op 60 kilometer ten zuidoosten van Milaan, midden op de Povlakte aan de rivier de Po, enkele kilometers oostelijk van waar de Adda deze rivier instroomt.
Cremona werd in 218 voor Christus, tezamen met het nabijgelegen Piacenza door de Romeinen gesticht. Al gauw was het een van de grotere plaatsen van wat nu Italië heet. In 69 echter werd de stad verwoest en weer opgebouwd door Vespasianus, waarbij ze veel van haar welvaart verloor. Daarna werd de stad meerdere malen opnieuw verwoest en wederopgebouwd.
Cremona werd vanaf de 16e eeuw bekend door de bouw van violen, oorspronkelijk door de familie Amati, later ook door de productie van onder andere Stradivarius-violen. Sinds 1893 is er het Museo stradivariano gevestigd, tegenwoordig het Vioolmuseum geheten.
Tegenwoordig hangt de economische activiteit in Cremona, net als bij de meeste steden op de Povlakte grotendeels samen met landbouw en voedingsmiddelenindustrie.

## Sport
US Cremonese is de professionele voetbalploeg van Cremona en speelt in het Stadio Giovanni Zini. US Cremonese was in de vorige eeuw enkele seizoenen actief op het hoogste Italiaanse niveau de Serie A. Sinds 1967 is Cremona de start- en finishplaats van de wielerwedstrijd Circuito del Porto-Trofeo Internazionale Arvedi.

## Foto's

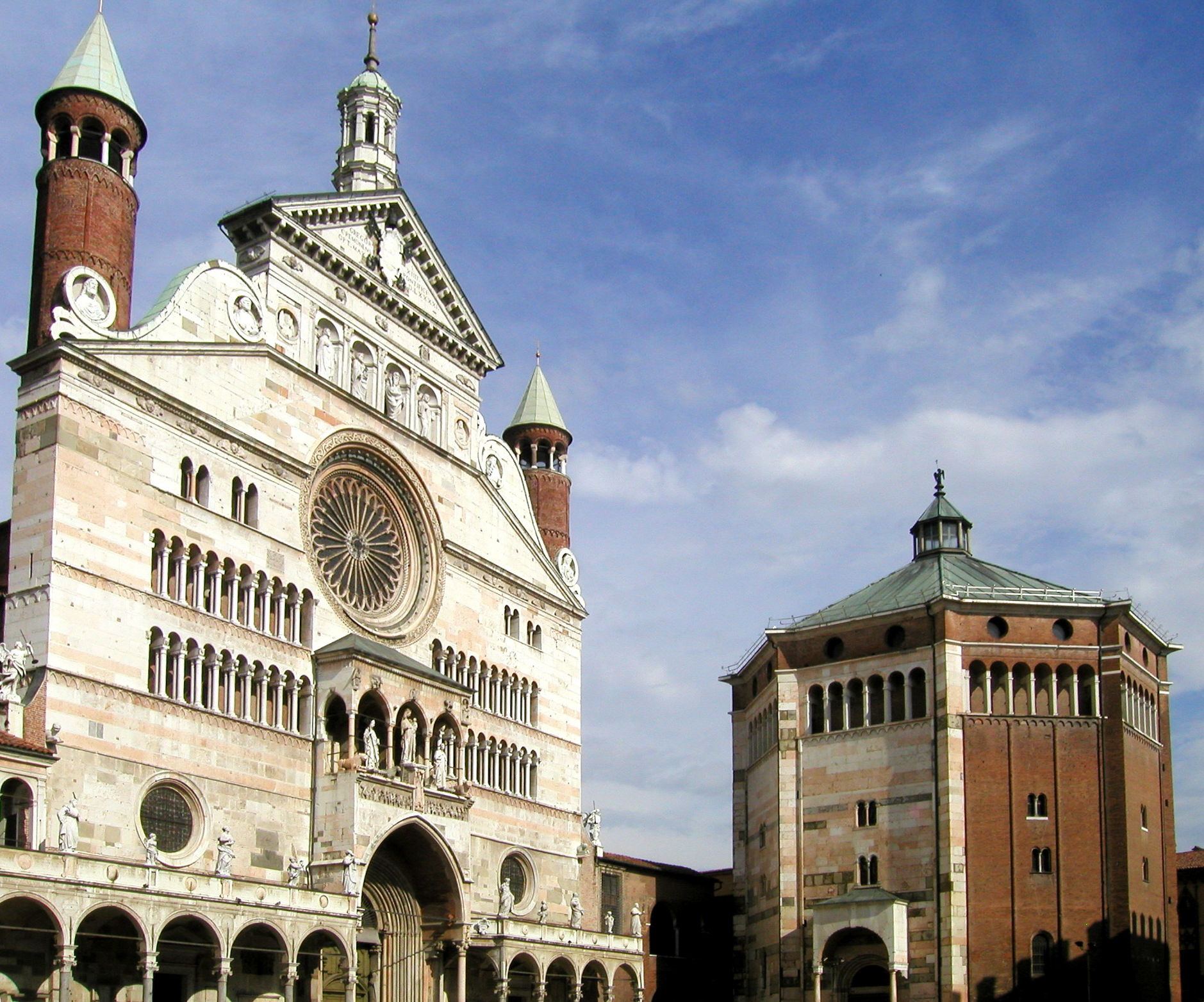
Kathedraal van Cremona

## Geboren in Cremona
- Publius Quinctilius Varus (46 v.Chr.-9 na Chr.), Romeins generaal en staatsman
- Gerard van Cremona (1114-1187), middeleeuws vertaler
- Homobonus van Cremona (-1197), beschermheilige van de plaats Cremona, en van kleermakers en schoenmakers
- Ippolita Maria Sforza (1446-1484), hertogin van Calabria
- Sofonisba Anguissola (ca 1532-1625), Italiaans Renaissance portretschilder
- Tiburtio Massaini (voor 1550-om 1609), componist en kapelmeester
- Claudio Monteverdi (1567-1643), componist
- Nicolò Amati (1596-1684), vioolbouwer
- Antonio Stradivari (1644-1737), vioolbouwer
- Pietro Guarneri (1695-1762), vioolbouwer
- Baldassarre Poli (1795-1883), filosoof
- Eugenio Beltrami (1835-1900), wiskundige
- Ugo Tognazzi (1922-1990), acteur
- Maurizio Piovani (1959), wielrenner
- Gianluca Vialli (1964-2023), profvoetballer en voetbalcoach
- Diego Ferrari (1970), wielrenner
- Luca Rastelli (1999), wielrenner